# Wilhelm Weber (Historiker)
Wilhelm Georg Weber (* 28. Dezember 1882 in Heidelberg; † 21. November 1948 in Berlin) war ein deutscher Althistoriker.

## Leben
Weber studierte die Altertumswissenschaften ab 1901 an der Universität Heidelberg, wo seine Lehrer unter anderem Alfred von Domaszewski, Friedrich von Duhn, Albrecht Dieterich und Franz Boll waren. Nach seiner Promotion 1906 über Hadrian war er zunächst Gymnasiallehrer in Heidelberg, ehe er 1908/09 mit dem Reisestipendium des Deutschen Archäologischen Instituts eine Reise durch die Mittelmeerländer unternahm. 1911 habilitierte sich Weber in Heidelberg mit einer religionsgeschichtlichen Arbeit zum Thema Drei Untersuchungen zur ägyptisch-griechischen Religion. Noch im selben Jahr folgte er einem Ruf an die Reichsuniversität Groningen, wo er zum ordentlichen Professor der Geschichte ernannt wurde. 1916 wechselte er an die Universität Frankfurt am Main, 1918 nach Tübingen. Einen Ruf an die Universität Göttingen lehnte er ab. 1925 wechselte Weber nach Halle an der Saale und wurde einer der sechzehn Herausgeber der neu gegründeten Zeitschrift Gnomon. Einen Ruf an die Universität Bonn lehnte er ab. 1931 wechselte er nach Berlin.
Auch wenn Weber, wie die meisten anderen Mitherausgeber, 1933 der Herausgeberschaft der Zeitschrift Gnomon enthoben wurde, passte er sich sehr rasch an die nationalsozialistische Herrschaft an und gilt als „überzeugter Nationalsozialist“ und besonders „überzeugte[r] Anhänger Hitlers“ unter den deutschen Althistorikern. Er wurde zwar bemerkenswerterweise weder Mitglied der NSDAP noch einer ihrer Gliederungen, kooperierte aber eng mit dem Amt Rosenberg und beeinflusste durch Gutachten die Berufungspolitik in der Alten Geschichte im Sinne des Regimes. So verhinderte er in Berlin die Habilitation von Hans Ulrich Instinsky, dessen ablehnendes Verhältnis zum Nationalsozialismus ein offenes Geheimnis war. Im Zeitraum von 1938 bis 1945 dominierte Weber überdies zusammen mit Helmut Berve die Berufungspolitik im Bereich der Alten Geschichte: Fünf von sieben der in diesem Zeitraum berufenen Professoren stammten aus dem engeren und weiteren Schülerkreis dieser beiden, was jedoch nicht unbedingt bedeutet, dass sie deren politische und wissenschaftspolitische Einstellung teilten.
1945 verlor Weber seinen Lehrstuhl, da er vom Berliner Magistrat aufgrund seines öffentlichen Auftretens im Sinne des NS-Regimes nicht im Amt bestätigt wurde. Im Dezember 1946 wurde ihm jedoch ein Forschungsauftrag von der Universität angeboten, den er auch annahm. Noch während er sich bemühte, auch wieder in den Lehrbetrieb einzutreten, starb Weber unerwartet am 21. November 1948 an einem Herzschlag.

## Politik und Wissenschaft
Weber betätigte sich 1917/18 als Redner für die rechtsradikale Deutsche Vaterlandspartei und bezeichnete sich als Mitbegründer des Nationalen Studentenbundes Tübingen 1919. Auf einem Personalbogen gab er um 1934 an, schon 1923 in einer deutschnationalen Versammlung für den Nationalsozialismus eingetreten zu sein. Mehrfach hielt er zu öffentlichen Feiertagen Festreden mit politischem Inhalt an seiner jeweiligen Universität, beispielsweise 1917 am Sedantag über das Thema Drei Jahre Weltkrieg, zur Reichsgründungsfeier 1923 in Stuttgart zum Thema Vom vergangenen und vom zukünftigen Deutschen, und 1935 zur selben Feier an der Berliner Universität zum Thema Vom neuen Reich der Deutschen, wo er Gedanken wiederholte, die er bereits 1933 in einer Zeitschrift des NS-Studentenbundes geäußert hatte. Er sagte dort unter anderem: „Dankbar gedenken wir der drei Männer, die in diesen 65 Jahren unserem Volk geschenkt worden sind: Bismarcks, Hindenburgs und Adolf Hitlers. … Kameraden! … Wir wollen aus unserem Willen das neue Reich der Deutschen. Wir schenken uns mit den letzten Kräften unserer Existenz dem Führer.“

„Webers geradezu messianischer Glaube an die schöpferische Einzelpersönlichkeit, die seit 1933 Hitler für ihn verkörperte, fand in Augustus ein historisches Vorbild. Webers wissenschaftliche Arbeiten zum Principat, besonders ›Der Prophet und sein Gott‹ von 1925 sowie sein Hauptwerk ›Princeps‹ von 1936, müssen daher im Zusammenhang mit seinem zeitgenössischen Engagement für die autokratischen Formen der Herrschaft, für Monarchie und Führerstaat gesehen werden. …“

## Althistorisches Werk
Webers Forschung war in den Augen seines Schülers Joseph Vogt von der Verbindung „analytischer Untersuchung mit dem Wagemut der Synthese“ geprägt. Seine mitunter eigenwilligen Wertungen stießen allerdings nicht auf ungeteilte Zustimmung.
Nach Arbeiten zur Religionsgeschichte und zu antiken Terrakotten, aber auch zur griechischen Geschichte, beschäftigte sich Weber seit den 1920er Jahren hauptsächlich mit der Geschichte der römischen Kaiserzeit sowie mit der Staatsform Monarchie. Hier setzte er sich insbesondere mit Eduard Norden auseinander. Von einer geplanten großen Studie über Augustus (Princeps) erschien nur der erste Band (1936), der vor allem die Res Gestae Divi Augusti behandelte. Seine These, in ihnen die Begründung eines Mythos vom „neuen Gott Augustus“ zu sehen, wurde von der Fachwelt einhellig abgelehnt, und Weber verzichtete auf die Fortsetzung des Werks.
Weber verfasste in der Folgezeit vor allem populäre Beiträge, so bereits 1935 für Knaurs Weltgeschichte über das römische Kaiserreich. Die Monographie Rom, Herrschertum und Reich im zweiten Jahrhundert (1937) zeichnete ein pathetisch-rhetorisch überhöhtes Bild der römischen Kaiserzeit. Ein 1940 erschienener Abriss der römischen Geschichte für Die Neue Propyläen-Weltgeschichte vertrat explizit die nationalsozialistische Geschichtsdeutung mit der Betonung von Begriffen wie „Sippe“, „Blut“ und „Volksgemeinschaft“. Webers Stil ist in dieser Zeit geprägt von Pathos. So charakterisierte er beispielsweise Caesar, auch hier die NS-Rassenlehre anwendend, folgendermaßen: „Nordische, fälische, mittelländische Formen waren in diesem bezwingenden Antlitz verbunden, das unnahbare Überlegenheit, Ernst, Kälte, dämonische Wucht vereinte; gegensätzliche Blutskräfte trieben ihr Spiel mit allen aus Wissen, Denken und Phantasie genährten Energien“. Webers Werke gelten daher als „in Inhalt wie Form der repräsentative Ausdruck“ der deutschen Althistorie zur Zeit des Nationalsozialismus.
Zu Webers Schülern gehörten in Tübingen Victor Ehrenberg, Fritz Taeger und Joseph Vogt. Spätere Schüler – Paul L. Strack, Waldemar Wruck und Clemens Bosch – bearbeiteten auf seine Anregung große Münzcorpora. Zuletzt gab Weber seinen Schülern vor allem spätantike Themen; zu ihnen gehörten Alexander Schenk Graf von Stauffenberg, Johannes Straub, Karl Friedrich Stroheker, Berthold Rubin und (als Habilitand) Siegfried Lauffer.

## Schriften (Auswahl)
- Untersuchungen zur Geschichte des Kaisers Hadrianus. Leipzig 1907 (online).
- Ein Hermestempel des Kaisers Marcus. Winter, Heidelberg 1910 (doi:10.11588/diglit.32153).
- Die ägyptisch-griechischen Terrakotten. Curtius, Berlin 1914 (online).
- Eine Gerichtsverhandlung vor Kaiser Traian. In: Hermes 50, 1915, S. 47–92 (online).
- Zur Geschichte der Monarchie. Antrittsrede, Kloeres, Tübingen 1919.
- Josephus und Vespasian. Untersuchungen zu dem Jüdischen Krieg des Flavius Josephus. Kohlhammer, Berlin/Stuttgart/Leipzig 1921 (online).
- Der Prophet und sein Gott. Hinrichs, Leipzig 1925.
- Erwartungen und Forderungen des Professors, in: Der deutsche Student. Zeitschrift der deutschen Studentenschaft 1, 1933, S. 2–11.
- Vom neuen Reich der Deutschen. Rede gehalten bei der Feier der Reichsgründung und der Erneuerung des Reiches durch den Führer am 30. Januar 1935. Preuß, Berlin 1935 (online).
- Princeps. Studien zur Geschichte des Augustus. Kohlhammer, Stuttgart/Berlin 1936.
- Romisches Herrschertum und Reich im zweiten Jahrhundert. Kohlhammer, Stuttgart/Berlin 1937.
- Römische Geschichte bis zum Zerfall des Weltreichs, in: Willy Andreas (Hrsg.): Die neue Propyläen-Weltgeschichte. Erster Band. Urgeschichte des Menschen, Frühzeit der Völker, Reiche des Altertums. Berlin 1940, S. 273–372.
- Rom. Mussolinis cäsarische Vision. Wesen, Herrschaft, Welt, in: Geist der Zeit 18, S. 136–151, 1940.
- Aufstieg und Untergang Roms, in: Wille und Macht 11, Heft 7, S. 1–41, 1943.